# Jansenella
Jansenella is een geslacht uit de grassenfamilie (Poaceae). De enige soort uit dit geslacht komt voor in tropisch Azië.